# 안전지대 (밴드)
안전지대(일본어: 安全地帯 안젠치타이[*])는 홋카이도 아사히카와시 출신의 다섯 명의 음악가들에 의해 1973년에 결성된 일본의 록 밴드이다. 1982년 도쿄에서 데뷔한 이후, 1980년대 일본에서 가장 성공적인 록 밴드 중 하나가 되었다.

## 개요
1973년에 밴드를 결성하고 1982년에 데뷔했다. 2004년부터는 그룹 활동을 쉬고 각자 솔로로 활동하다가 2010년 재결성, 11집을 발표하고 일본, 한국, 싱가포르 투어를 마쳤다. 최초의 한국 공연이었던 2010년 공연에서 타마키 코지가 생전에 친한 관계였던 고 박용하를 몇번이나 연호했던 것은 유명하다.

## 멤버
- 다마키 코지 (玉置浩二, 1958년 9월 13일 ~ ) - 보컬·기타·퍼커션·코러스 (1973년 ~ )
- 야하기 와타루 (矢萩渉, 1957년 6월 27일 ~ ) - 기타·베이스·코러스 (1977년 ~ )
- 다케자와 유타카 (武沢豊, 1958년 5월 16일 ~ ）- 기타·코러스 (1973년 ~ )
- 로쿠도 하루요시 (六土開正, 1955년 10월 1일 ~ ） 베이스·피아노·키보드·코러스 (1977년 ~ )
- 다나카 유지 (田中裕二, 1957년 5월 29일 ~ 2022년 12월 17일） 드럼·퍼커션·코러스 (1977년 ~ 1978년, 1982년 ~ )

### 전 멤버
- 타케자와 토시야 (武沢俊也) - 기타·키보드 (1973년 ~ 1981년)
- 미야시타 타카히로 (宮下隆宏) - 베이스 (1973년 ~ 1978년)
- 타마키 카즈요시 (玉置一芳) - 드럼 (1973년 ~ 1977년)
- 오히라 이치지 (大平市治) - 드럼 (1977년 ~ 1982년)

## 음반 목록

### 싱글
| 매   | 발매일           | 타이틀 |
| ---- | ---------------- | --- |
| 1st  | 1982년 2월 25일  | 萠黄色のスナップ ／一度だけ 맹황색의 스냅/한 번만                                                          |
| 2nd  | 1982년 10월 25일 | オン・マイ・ウェイ ／FIRST LOVE TWICE 온 마이 웨이/FIRST LOVE TWICE                                        |
| 3rd  | 1983년 4월 1일   | ラスベガス・タイフーン ／エイジ 라스베이거스 타이푼/에이지                                                 |
| 4th  | 1983년 11월 25일 | ワインレッドの心 ／We're alive 와인레드의 마음/We're alive                                                 |
| 5th  | 1984년 4월 16일  | 真夜中すぎの恋 ／…ふたり… 한밤중의 사랑/…두 사람…                                                          |
| 6th  | 1984년 7월 25일  | マスカレード （シングル・バージョン）／置き手紙 가면무도회 (싱글 버전)/편지                                |
| 7th  | 1984년 10월 25일 | 恋の予感 ／Happiness 사랑의 예감/Happiness                                                                 |
| 8th  | 1985년 1월 25일  | 熱視線 ／一秒一夜 뜨거운 시선/일초 일야                                                                    |
| 9th  | 1985년 6월 25일  | 悲しみにさよなら ／ノーコメント 슬픔이여 안녕/노 코멘트                                                    |
| 10th | 1985년 10월 1일  | 碧い瞳のエリス ／彼女は何かを知っている 푸른 눈의 엘리스/그녀는 무언가를 알고 있다                         |
| 11th | 1986년 7월 1일   | プルシアンブルーの肖像 ／チャイナドレスでおいで 프러시안 블루의 초상/차이나 드레스로 와                    |
| 12th | 1986년 9월 25일  | 夏の終りのハーモニー ／俺はシャウト！ 여름 끝자락의 하모니/나는 샤우트! ※이노우에 요스이·안전지대 명의     |
| 13th | 1986년 10월 21일 | Friend ／恋はDANCEではじめよう Friend/사랑은 DANCE로 시작하자                                              |
| 14th | 1986년 12월 3일  | 好きさ ／思い出につつまれて 좋아해/추억에 둘러싸여                                                         |
| 15th | 1987년 4월 21일  | じれったい ／ひとりぼっちの虹 애타다/외톨이의 무지개                                                       |
| 16th | 1987년 12월 2일  | Juliet ／きっかけのWink Juliet/시작의 Wink                                                                 |
| 17th | 1988년 3월 10일  | 月に濡れたふたり ／時計 달에 젖은 두 사람/시계                                                             |
| 18th | 1988년 6월 21일  | I Love Youからはじめよう ／Too Late Too Late I Love You부터 시작하자/Too Late Too Late                     |
| 19th | 1988년 8월 25일  | 微笑みに乾杯 ／ナンセンスだらけ 미소에 건배/난센스뿐                                                       |
| 20th | 1990년 11월 7일  | 情熱 ／Seaside Go Go 정열/Seaside Go Go                                                                    |
| 21st | 1991년 11월 6일  | いつも君のそばに ／俺はどこか狂っているのかもしれない 언제나 너의 곁에/나는 어딘가 미쳐 있는 것일지도 몰라 |
| 22nd | 1992년 12월 2일  | あの頃へ ／地平線を見て育ちました 그 시절로/지평선을 보고 자랐습니다                                       |
| 23rd | 1993년 2월 10일  | ひとりぼっちのエール ／あの頃へ（ライブ） 외톨이의 옐/그 시절로 (라이브)                                   |
| 24th | 2002년 7월 10일  | 出逢い ／野蛮人でいい 만남/야만인으로 좋아                                                                 |
| 25th | 2002년 12월 4일  | 反省 ／あの頃へ（2003 New Version） 반성/그 시절로 (2003 New Version)                                      |
| 26th | 2003년 9월 18일  | 雨のち晴れ ／ショコラ 비 온 뒤 맑음/쇼콜라                                                                 |
| 27th | 2010년 3월 3일   | 蒼いバラ ／ワインレッドの心（2010ヴァージョン） 파란 장미/와인레드의 마음 (2010 버전)                      |
| 28th | 2010년 5월 5일   | オレンジ ／恋の予感（2010ヴァージョン） 오렌지/사랑의 예감 (2010 버전)                                     |
| 29th | 2011년 8월 24일  | 結界 ／田園 결계/전원                                                                                      |

### 앨범

#### 오리지널 앨범
| 매   | 발매일           | 타이틀                                                                   |
| ---- | ---------------- | ------------------------------------------------------------------------ |
| 1st  | 1983년 1월 25일  | 安全地帯I Remember to Remember 안전지대 I Remember to Remember           |
| 2nd  | 1984년 5월 1일   | 安全地帯II 안전지대 II                                                   |
| 3rd  | 1984년 12월 1일  | 安全地帯III〜抱きしめたい 안전지대 III~안고 싶어                         |
| 4th  | 1985년 11월 24일 | 安全地帯IV 안전지대 IV                                                   |
| 5th  | 1986년 12월 14일 | 安全地帯V 안전지대 V                                                     |
| 6th  | 1988년 4월 10일  | 安全地帯VI〜月に濡れたふたり 안전지대 VI~달에 젖은 두 사람               |
| 7th  | 1990년 7월 25일  | 安全地帯VII〜夢の都 안전지대 VII~꿈의 도시                               |
| 8th  | 1991년 12월 11일 | 安全地帯VIII〜太陽 안전지대 VIII~태양                                    |
| 9th  | 2002년 8월 7일   | 安全地帯IX 안전지대 IX                                                   |
| 10th | 2003년 10월 22일 | 安全地帯X〜雨のち晴れ〜 안전지대 X~비온 뒤 맑음~                         |
| 11th | 2010년 5월 26일  | 安全地帯XI ☆Starts☆「またね…。」 안전지대 XI ☆Starts☆ 「또 보자….」      |
| 12th | 2011년 9월 14일  | 安全地帯XII 안전지대 XII                                                 |
| 13th | 2011년 11월 16일 | 安全地帯XIII JUNK 안전지대 XIII JUNK                                     |
| 14th | 2013년 3월 6일   | 安全地帯XIV〜The Saltmoderate Show〜 안전지대 XIV~The Saltmoderate Show~ |

#### 베스트 앨범
| 매  | 발매일           | 타이틀 |
| --- | ---------------- | --- |
| 1st | 1985년 10월      | 浪漫歌集 낭만가집 ※홍콩에서만 발매 |
| 2nd | 1988년 12월 10일 | 安全地帯 BEST〜I Love Youからはじめよう 안전지대 BEST~I Love You부터 시작하자 ※일본판과 홍콩판으로 수록곡이나 수록 버전이 일부 다르다 |
| 3rd | 1993년 8월 25일  | 安全地帯BESTII-ひとりぼっちのエール 안전지대 BESTII-외톨이의 엘                                                                       |
| 4th | 2001년 6월 21일  | THE VERY BEST of 安全地帯 THE VERY BEST of 안전지대                                                                                   |
| 5th | 2005년 3월 23일  | 安全地帯 COMPLETE BEST 안전지대 COMPLETE BEST                                                                                         |
| 6th | 2006년 7월 5일   | 安全地帯 ゴールデン☆ベスト 안전지대 골든☆베스트                                                                                       |